# Taj Jones
Taj Jones (Nambour, Queensland, 26 de julho de 2000) é um ciclista profissional australiano, membro da equipa Israel-Premier Tech.

## Biografia
Proveniente do triatlo, começou a andar em bicicleta em 2018 no calendário nacional australiano. Depois mudou-se à equipa continental australiano Pro Racing Sunshine Coast em 2019 · . Bom velocista, ganhou uma etapa do Tour of America's Dairyland em Estados Unidos e obteve vários postos de honra.
Revela-se a princípios de 2020 durante o Tour de Langkawi, na Malásia. No meio de vários profissionais europeus, ganhou o sprint na segunda etapa ·  e finalizou segundo na classificação por pontos.

## Palmarés
- 2020
  - 1 etapa no Tour de Langkawi

## Equipas
- Pro Racing Sunshine Coast (2019-2020)
  - Pro Racing Sunshine Coast (2019)
  - ACA Pro Racing Sunshine Coast (2020)
- Israel Cycling Academy (01.2021-06.2021)
- Israel (07.2021-)
  - Israel Start-Up Nation (2021)
  - Israel-Premier Tech (2022-)